# Svanen (stjärnbild)
För andra betydelser, se Svanen och Cygnus
Svanen (Cygnus på latin) är en stjärnbild på norra stjärnhimlen, öster om Lyran och norr om Örnen. Den är en av de 88 moderna stjärnbilderna som erkänns av den Internationella Astronomiska Unionen.
Norra korset är en asterism i Svanen som tecknas av fem väl synliga stjärnor i ett kors, Deneb (Alfa Cygni), Delta Cygni, Albireo (Beta Cygni), Gienah (Epsilon Cygni) bildar med Sadr (Gamma Cygni) i centrum. Norra korset har sin motsvarighet i Södra korset på södra stjärnhimlen.
Sommartriangeln är en annan asterism som består av alfa-stjärnan Deneb tillsammans med Vega i Lyran och Altair i Örnen.
Svanklyftan är ett mörkt område i Vintergatan som sträcker sig från Deneb nedåt till Örnen, området består av stora stoftmoln.

## Historik
Svanen var en av de 48 konstellationerna som listades av den grekiske astronomen Ptolemaios i hans samlingsverk Almagest.

## Mytologi
Den mest kända berättelsen handlar om kärlekshistorien mellan Zeus och Leda, Tyndareus maka. En kväll badade Leda i en damm. Ovanför henne, från himlen, blev hon iakttagen av Zeus som ögonblickligen förälskade sig i henne. Han förvandlade sig därför till en vit svan och simmade bort till Leda, som smekte det vackra djuret. Zeus tog då av sig sin förklädnad och fick sig en kärleksstund med Leda. Samma natt låg Leda även med sin make, kung Tyndareus, och fick på det viset fyra barn – Pollux och Helena med Zeus, och Castor och Klytaimnestra med Tyndareus. Zeus placerade till minne av kärleksstunden en svan på himlen.
Det förekommer även flera personer vid namn Kyknos (den grekiska formen av det latinska Cygnus) i mytologin, som även de förknippas med stjärnbilden.

## Stjärnor

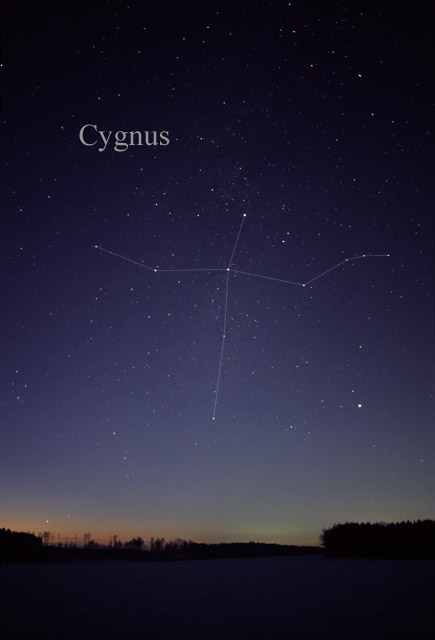
Stjärnbilden Svanen (Cygnus) som den kan ses med blotta ögat.

Det här är de ljusaste stjärnorna i konstellationen.
- Deneb (Alfa Cygni) är en av de ljusstarkaste stjärnor som astronomerna känner till. Trots avståndet 1600 ljusår har den magnitud 1,25.
- Gamma Cygni (Sadr) 2,23.
- Epsilon Cygni (Gienah) 2,48.
- Delta Cygni (Rukh) 2,87.
- Albireo (Beta Cygni) 3,18.
- Zeta Cygni bildar tillsammans med CCDM J21129+3014B ett binärt system 3,18.
- 61 Cygni (Bessels stjärna) är en dubbelstjärna på endast 11,4 ljusårs avstånd. Av stjärnorna som syns för blotta ögat är det den femte närmaste, efter Alfa Centauri, Sirius, Epsilon Eridani och Procyon A. Den har magnitud 5,21.

## Djuprymdsobjekt
Eftersom vi i Svanens stjärnbild ser in mot Vintergatan finns här gott om nebulosor, galaxer och annat att observera. Här är ett litet urval.

### Stjärnhopar
- Messier 29 (NGC 6913) är en öppen stjärnhop på 4000 ljusårs avstånd.
- Messier 39 (NGC 7092) är en öppen stjärnhop på 800 ljusårs avstånd vars sammanlagda ljusstyrka är 5,5 och därmed synlig för blotta ögat.
- NGC 6946 (Arp 29, Caldwell 12) är en spiralgalax av magnitud 8,8 som ligger på gränsen mot Cassiopeja. Nio supernovor har observerats i galaxen under det senaste århundradet: SN 1917A, SN 1939C, SN 1948B, SN 1968D, SN 1969P, SN 1980K, SN 2002hh, SN 2004et och SN 2008s.

### Nebulosor
- NGC 6826 (Caldwell 15) är en  planetarisk nebulosa.
- Crescentnebulosan (NGC 6888, Caldwell 27) är en emissionsnebulosa.[3]
- NGC 6914 är en emissionsnebulosa.
- Cirrusnebulosan (Slöjnebulosan eller Veil Nebula på engelska) är de utspridda resterna av en supernova:
  - Västra slöjan (Caldwell 34) består av NGC 6960.
  - Östra slöjan (Caldwell 33) består av NGC 6992, NGC 6995 och IC 1340.
  - Pickerings triangel
  - NGC 6962 och NGC 6979.
- Nordamerikanebulosan (NGC 7000 eller Caldwell 20) är en emissionsnebulosa och har fått sitt namn på grund av sin form.
- IC 5146 (Caldwell 19) är en reflektionsnebulosa.

### Röntgenkällor
- Cygnus X-1 är den starkaste röntgenkällan som kan observeras från Jorden, och det första objektet som allmänt identifierades som ett svart hål. Objektet uppskattas ha en massa motsvarande cirka 15 gånger solens massa.

## Landskapsstjärnbild
Svanen är Östergötlands landskapsstjärnbild.